# Cynanchum mariense
Cynanchum mariense är en oleanderväxtart som först beskrevs av U. Meve och S. Liede, och fick sitt nu gällande namn av Liede och Meve. Cynanchum mariense ingår i släktet Cynanchum och familjen oleanderväxter. Inga underarter finns listade i Catalogue of Life.